# Rock'n'Roll : la discothèque idéale 2 : 101 disques à écouter avant la fin du monde

Rock'n'Roll : la discothèque idéale 2, 101 disques à écouter avant la fin du monde est un livre écrit par Philippe Manœuvre, paru en octobre 2011 aux éditions Rock & Folk / Albin Michel. En dépit de son titre, le livre n'inclut pas que des disques de rock, l'auteur y présentant également des disques de funk, de soul et même de jazz. Le livre comporte en fait 106 disques.
Un premier volume intitulé Rock'n'Roll : la discothèque idéale : 101 disques qui ont changé le monde a paru en novembre 2005.

## Liste
Par ordre chronologique :
1. The Freewheelin' Bob Dylan, Bob Dylan
2. A Christmas Gift for You, Phil Spector presents
3. Live at the Star-Club, Jerry Lee Lewis
4. Here are The Sonics !!!, The Sonics
5. Greatest Hits, The Shangri-Las
6. Blues Breakers with Eric Clapton, John Mayall with Eric Clapton
7. The Psychedelic Sounds of the 13th Floor Elevators, The 13th Floor Elevators
8. Golden Hits, Chuck Berry
9. Are You Experienced, The Jimi Hendrix Experience
10. Disraeli Gears, Cream
11. Mr Fantasy, Traffic
12. Vincebus Eruptum, Blue Cheer
13. Lady Soul, Aretha Franklin
14. Gris-Gris, Dr. John
15. Steppenwolf, Steppenwolf
16. Boogie with Canned Heat, Canned Heat
17. Odessey and Oracle, The Zombies
18. Super Session, Mike Bloomfield, Al Kooper, Steve Stills
19. The Kinks Are the Village Green Preservation Society, The Kinks
20. Led Zeppelin, Led Zeppelin
21. Kick Out the Jams, MC5
22. Dr. Byrds and Mr. Hyde, The Byrds
23. Happy Trails, Quicksilver Messenger Service
24. Volume Two, The Soft Machine
25. The Marble Index, Nico
26. Tommy, The Who
27. From Elvis in Memphis, Elvis Presley
28. Five Leaves Left, Nick Drake
29. Abbey Road, The Beatles
30. Then Play On, Fleetwood Mac
31. Outrageous, Kim Fowley
32. Live/Dead, Grateful Dead
33. Let It Bleed, The Rolling Stones
34. The Madcap Laughs, Syd Barrett
35. Come Together, Ike & Tina Turner
36. Woodstock, Divers artistes
37. Bitches Brew, Miles Davis
38. Humble Pie, Humble Pie
39. Cosmo's Factory, Creedence Clearwater Revival
40. Pearl, Janis Joplin
41. Aqualung, Jethro Tull
42. Never Never Land, Pink Fairies
43. Every Picture Tells a Story, Rod Stewart
44. Electric Warrior, T. Rex
45. Blue Öyster Cult, Blue Öyster Cult
46. Naturally, JJ Cale
47. Ziggy Stardust, David Bowie
48. All the Young Dudes, Mott the Hoople
49. Transformer, Lou Reed
50. Tattoo, Rory Gallagher
51. Grievous Angel, Gram Parsons
52. No Other, Gene Clark
53. Country Life, Roxy Music
54. The Lamb Lies Down on Broadway, Genesis
55. Down by the Jetty, Dr. Feelgood
56. Alive!, Kiss
57. Wish You Were Here, Pink Floyd
58. A Night at the Opera, Queen
59. Songs in the Key of Life, Stevie Wonder
60. Hotel California, Eagles
61. Hard Again, Muddy Waters
62. Damned Damned Damned, The Damned
63. (I'm) Stranded, The Saints
64. Rattus Norvegicus, The Stranglers
65. Pacific Ocean Blue, Dennis Wilson
66. New Boots and Panties!!, Ian Dury
67. Lust for Life, Iggy Pop
68. Blank Generation, Richard Hell & The Voidoids
69. Live and Dangerous, Thin Lizzy
70. Q: Are We Not Men? A: We Are Devo!, Devo
71. Parallel Lines, Blondie
72. The Scream, Siouxsie & The Banshees
73. Highway to Hell, AC/DC
74. Fear of Music, Talking Heads
75. Degüello, ZZ Top
76. Cut, The Slits
77. Broken English, Marianne Faithfull
78. London Calling, The Clash
79. Off the Coast of Me, Kid Creole and the Coconuts
80. 1965-1980, Basement 5
81. Fresh Fruit for Rotting Vegetables, The Dead Kennedys
82. Stray Cats, Stray Cats
83. Fire of Love, The Gun Club
84. Live! Beg, Borrow & Steal, The Plimsouls
85. Junkyard, The Birthday Party
86. Thriller, Michael Jackson
87. Rum, Sodomy and the Lash, The Pogues
88. Live After Death, Iron Maiden
89. Licensed to Ill, Beastie Boys
90. The Joshua Tree, U2
91. Electric, The Cult
92. The $5.98 E.P.: Garage Days Re-Revisited, Metallica
93. The Stones Roses, The Stone Roses
94. Dr. Feelgood, Mötley Crüe
95. Out of Time, R.E.M.
96. Ten, Pearl Jam
97. Screamadelica, Primal Scream
98. The Full Custom Gospel Sounds Of..., The Reverend Horton Heat
99. Siamese Dream, Smashing Pumpkins
100. Live Through This, Hole
101. Odelay, Beck
102. Tepid Peppermint Wonderland, Vol 1 & 2, The Brian Jonestown Massacre
103. Chaos and Creation in the Backyard, Paul McCartney
104. Whatever People Say I Am, That's What I'm Not, Arctic Monkeys
105. Back to Black, Amy Winehouse
106. In Rainbows, Radiohead